# Kościół Niepokalanego Poczęcia Najświętszej Marii Panny i św. Józefa Oblubieńca Najświętszej Maryi Panny w Luchowie Górnym
Kościół Niepokalanego Poczęcia Najświętszej Marii Panny i św. Józefa Oblubieńca Najświętszej Maryi Panny – rzymskokatolicki kościół, wzniesiony jako cerkiew prawosławna.

## Historia
Pierwsze wzmianki o prawosławnej cerkwi w Luchowie Górnym pochodzą z r. 1589. Obiekt znajdował się w rejonie obecnego cmentarza rzymskokatolickiego we wsi. Następnie świątynia ta przyjęła postanowienia unii brzeskiej, lecz w 1842 miejscowi parafianie wyrazili chęć powrotu do prawosławia. Nowa cerkiew, nosząca wezwanie Opieki Matki Bożej, została wzniesiona dla miejscowej parafii prawosławnej w latach 1842-1850 według projektu Ludwika Radziszewskiego. Środki na budowę cerkwi pochodziły ze skarbu Królestwa Polskiego oraz z prywatnej ofiary gen. T. Sojmanowa. Fakt, że luchowscy parafianie sami postanowili przejść na prawosławie sprawił, że władze rosyjskie poczyniły szczególne starania na rzecz budowy we wsi okazałej cerkwi.
Prawosławna placówka duszpasterska działała w Luchowie do I wojny światowej i bieżeństwa. W 1919 biskup lubelski Marian Leon Fulman erygował w miejscowości parafię rzymskokatolicką, a świątynia została zrewindykowana z przeznaczeniem jej na kościół.

## Architektura
Budynek reprezentuje styl klasycystyczny. Jest to budowla murowana, w typie świątyń krzyżowo-kopułowych, z zamkniętym prostokątnie prezbiterium, do którego przylegają skarbczyk i zakrystia (dobudowane po zaadaptowaniu budowli na kościół). Nad nawą kościelną znajduje się ośmioboczna kopuła. Fasada prezbiterium oraz boczne ramiona krzyża zakończone są szczytami trójkątnymi, naroża budynku są boniowane. Pierwotnie nad przedsionkiem znajdowała się sygnaturka, którą rozebrano w latach 1920-1922.

## Wyposażenie
We wnętrzu kościoła znajduje się ołtarz główny z obrazami św. Józefa oraz Matki Boskiej Anielskiej, jak i dwa ołtarze boczne Świętego Krzyża i św. Anny. Na wyposażeniu świątyni są również dwa zabytkowe feretrony, barokowy i rokokowy.

## Otoczenie
W sąsiedztwie dawnej cerkwi znajdował się cmentarz prawosławny, z którego pozostał jeden nagrobek. We wsi znajduje się także nowszy, niemal całkowicie zniszczony cmentarz tego wyznania.